# Affaire des assistants parlementaires du Mouvement démocrate au Parlement européen
Le texte peut changer fréquemment, n’est peut-être pas à jour et peut manquer de recul. 
Le titre et la description de l'acte concerné reposent sur la qualification juridique retenue lors de la rédaction de l'article et peuvent évoluer en même temps que celle-ci.
L'affaire des assistants parlementaires du MoDem au Parlement européen est une affaire politique et judiciaire portant sur des soupçons d'emplois fictifs concernant les assistants parlementaires des députés européens du parti français Mouvement démocrate (MoDem) siégeant au Parlement européen. Cette affaire débute en 2017 durant les premiers mois de la présidence d'Emmanuel Macron alors que le MoDem, principal allié d'En marche, a obtenu plusieurs postes de ministres et de nombreux députés à l'Assemblée nationale permettant la formation d'un nouveau groupe parlementaire formant partie de la majorité. Elle fait également suite à l'affaire des assistants parlementaires européens du Front national, débutée en 2012, et portant sur des accusations similaires.
Les députés européens sont soupçonnés d'avoir employé ces assistants pour servir les intérêts de leur parti sans travailler réellement sur les dossiers européens. Dans le cas où ces accusations seraient fondées, cela correspondrait à des emplois fictifs financés par le contribuable européen, constituant un délit.
Après six ans d’instruction, le procès s'ouvre en octobre 2023. En première instance en février 2024, François Bayrou est relaxé, Michel Mercier, Jean-Luc Bennahmias, Janelly Fourtou, Bernard Lehideux, Anne Laperrouze, Alexandre Nardella, Jean-Jacques Jégou sont condamnés à des peines de prison avec sursis, à des amendes et des peines d’inéligibilité. L'Union pour la démocratie française et le MoDem sont condamnés à des amendes. Le parquet fait appel des relaxes de François Bayrou, Stéphane Thérou et Pierre-Emmanuel Portheret.

## Chronologie
Dans son livre Mains propres, plaidoyer pour la société civile au pouvoir paru en janvier 2015, l'ancienne députée européenne Corinne Lepage dénonce le recours à des emplois fictifs au sein du MoDem : « C’est ainsi que des assistants parlementaires servent en réalité le parti politique, et non le parlementaire… Lorsque j’ai été élue au Parlement européen en 2009, le MoDem avait exigé de moi qu’un de mes assistants parlementaires travaille au siège parisien. J’ai refusé, en indiquant que cela me paraissait d’une part contraire aux règles européennes, et d’autre part illégal. Le MoDem n’a pas osé insister mais mes collègues ont été contraints de satisfaire à cette exigence. Ainsi, durant cinq ans, la secrétaire particulière de François Bayrou a été payée… par l’enveloppe d’assistance parlementaire de Marielle de Sarnez, sur fonds européens »,.
Le 28 février 2017, une pétition lancée sur la plateforme change.org demande que le Parquet national financier se saisisse du dossier des emplois fictifs au Modem, à la suite de la redécouverte de cet extrait du livre de Corinne Lepage, publié deux ans plus tôt.

## Enquête (2017-2023)
Le 9 juin 2017, le parquet de Paris ouvre une enquête préliminaire pour « abus de confiance » et « recel » de ce délit.
Par ailleurs, dans le cadre de l'enquête administrative menée en parallèle par l'Office européen de lutte anti-fraude (OLAF), Jean-Luc Bennhamias et Nathalie Griesbeck, anciens députés européens MoDem, sont sommés de rembourser respectivement 45 000  et   100 000 euros au Parlement européen.
En mai 2019, une ancienne assistante parlementaire de Marielle de Sarnez affirme avoir été sa « gouvernante ». Selon elle, 65 % de son temps étaient consacrés à des « tâches personnelles au profit de Marielle de Sarnez », telles que la supervision des travaux de construction d’une demeure sur l’île de Patmos en Grèce, ou encore l'organisation des voyages pour l’eurodéputée et ses neveux, et la gérance du salaire de sa femme de ménage. Marielle de Sarnez est mise en examen dans l'affaire des assistants parlementaires du MoDem le 4 décembre 2019 pour « détournement de fonds publics ».
Une des anciennes assistantes parlementaires de la députée européenne Janelly Fourtou reconnaît avoir occupé un emploi fictif et avoir été employée comme permanente de l'UDF tout en étant rémunérée frauduleusement par le Parlement européen.
L'ancienne assistante d'Anne Laperrouze affirme n'avoir jamais travaillé sous ses ordres mais qu'elle était l'assistante de direction de François Bayrou. Par ailleurs, Bernard Lehideux aurait employé cette même assistante (ce qu'elle réfute aussi), entre 2005 et 2007, ainsi que deux autres collaboratrices pour un montant global de 70 147 euros.
Le 6 décembre 2019, à l’issue d’une audition de près de dix heures au tribunal de Paris, le président du MoDem, François Bayrou, est mis en examen pour « complicité de détournement de fonds publics ». Plusieurs cadres du parti centriste avaient été mis en examen quelques jours avant lui : les anciennes ministres Sylvie Goulard et Marielle de Sarnez, l’ancien trésorier du parti Michel Mercier, l’ancien directeur financier Alexandre Nardella,.
Le 12 décembre 2019, Jean-Luc Bennahmias, élu au Parlement européen entre 2004 et 2014, est mis en examen pour détournement de fonds publics. Matthieu Lamarre, ancien employé du parti, affirme avoir été en partie rémunéré comme assistant du député européen, alors qu’il travaillait « uniquement pour le siège » parisien,.
Le 9 mars 2023, François Bayrou, Michel Mercier, Jean-Luc Bennahmias et 8 autres personnes sont renvoyés en correctionnelle par les juges d’instruction. Par contre, un non-lieu est ordonné au bénéfice de Sylvie Goulard.

## Procès (2023)
Après six ans d’instruction, le procès s'ouvre le 16 octobre 2023, devant les juges de la 11e chambre du tribunal correctionnel de Paris, pour « complicité » ou « recel de détournement de fonds publics ». Sont concernés en tant que personnes morales, le MoDem et son prédécesseur, l’Union pour la démocratie française. Mais aussi François Bayrou, Michel Mercier, Jean-Luc Bennahmias, Janelly Fourtou, Jean-Jacques Jégou, Bernard Lehideux, Thierry Cornillet, Anne Laperrouze, Alexandre Nardella (directeur financier du Modem), Pierre-Emmanuel Portheret, Stéphane Therou ,,.
Lors du procès, onze contrats susceptibles d'être frauduleux sont concernés, pour un montant global de 350 000 euros. Le Parlement européen, en tant que partie civile, retient une somme de 293 000 euros.
Le parquet requiert trente mois de prison avec sursis, 70 000 euros d’amende et trois ans d’inéligibilité avec sursis à l'encontre de François Bayrou. Pour les dix autres cadres et élus, il est réclamé des peines allant de huit à vingt mois de prison avec sursis et de 10 000 à 30 000 euros d’amende, avec des peines d’inéligibilité avec sursis. Pour l’UDF et le MoDem, il est demandé respectivement des amendes de 300 000 euros dont 100 000 ferme, et 500 000 dont 200 000 euros ferme. Les procureurs considèrent que François Bayrou est le « décideur principal » de ce détournement, entre 2005 et 2017, mais sans enrichissement personnel.
Le jugement est rendu le 5 février 2024. François Bayrou est finalement relaxé ainsi que deux autres prévenus. En revanche, l'UDF est condamnée à 150 000 euros d'amende dont 100 000 euros ferme et le MoDem à 350 000 euros dont 300 000 ferme. Les cinq ex-eurodéputés Jean-Luc Bennahmias, Janelly Fourtou, Thierry Cornillet, Anne Leperouze et Bernard Lehideux sont condamnés à des peines allant de 10 à 18 mois de prison avec sursis, des amendes de 10 000 à 50 000 euros et à deux ans d'inéligibilité avec sursis,. L'ancien directeur financier du MoDem, Alexandre Nardella, jugé coupable de complicité de détournement de fonds publics, est condamné à 18 mois de prison avec sursis, 20 000 euros d’amende et 2 ans d'inéligibilité avec sursis. Son trésorier Jean-Jacques Jégou est condamné à 12 mois de prison avec sursis, 10 000 euros d’amende et 2 ans d’inéligibilité avec sursis. Enfin, le ministre Michel Mercier est condamné à 18 mois de prison avec sursis, 20 000 euros d'amende et 2 ans d'inéligibilité avec sursis.
L'ancien député européen et maire de Montélimar, Thierry Cornillet, annonce qu'il interjettera appel, considérant que l'assistante parlementaire qu'il avait embauchée à mi-temps pendant six mois en 2007 pour promouvoir le guide des aides européennes, dont il était l’auteur, travaillait bien sur des sujets européens. Le 8 février, le parquet de Paris annonce interjeter appel des relaxes de François Bayrou, Stéphane Thérou et Pierre-Emmanuel Portheret, estimant que « les faits caractérisent les infractions reprochées et que les preuves de ces délits sont réunies contre tous les prévenus »,.

## Conséquences politiques
Cette affaire entraine la démission de Sylvie Goulard (qui avait récemment quitté le MoDem pour La République en marche) de son poste de ministre des Armées du gouvernement Édouard Philippe le 21 juin 2017, suivie le lendemain par la démission des deux ministres MoDem, François Bayrou, ministre de la Justice, et Marielle de Sarnez, ministre des Affaires européennes. Elle conduit également Nathalie Griesbeck à renoncer à se présenter aux élections européennes de 2019 et compromet sa candidature aux élections municipales de 2020 à Metz.
La candidature de Sylvie Goulard pour le poste de commissaire européen réservé à la France, proposée par le président de la République Emmanuel Macron, est définitivement écartée par les députés européens à l'issue d'une audition du 10 octobre 2019. Pour la première fois, le gouvernement français a vu son candidat à la Commission européenne recalé par le Parlement européen.
En décembre 2024, quelques mois après sa relaxe, François Bayrou est nommé Premier ministre.

## Réactions politiques
En janvier 2025, François Bayrou  revient sur cette affaire dans le cadre de l'affaire similaire visant le RN (ex-Front national). Jugeant « injuste » l’accusation de détournement de fonds européens, qui concerne des membres du RN et de son propre parti le Mouvement démocrate, il trouve « très dérangeante » une éventuelle inéligibilité de Marine Le Pen, avec une application immédiate de cette peine et considère par ailleurs que des membres du Mouvement démocrate ont été « condamnés injustement »,.